# Pyrota nigra
Pyrota nigra är en skalbaggsart som beskrevs av Nils Sten Edvard Selander 1983. Pyrota nigra ingår i släktet Pyrota och familjen oljebaggar. Inga underarter finns listade i Catalogue of Life.